# Hyanggyo
 (août 2021).
Si vous disposez d'ouvrages ou d'articles de référence ou si vous connaissez des sites web de qualité traitant du thème abordé ici, merci de compléter l'article en donnant les références utiles à sa vérifiabilité et en les liant à la section « Notes et références ».
Les Hyanggyo sont des écoles provinciales gérées par le gouvernement établies pendant la dynastie Goryeo (918-1392) et la dynastie Joseon (1392 - 1910).
Elles ne rencontrèrent pas de succès généralisé dans l'une ou l'autre des dynasties. Elles ont été officiellement fermées vers la fin de la dynastie Joseon, en 1894, mais beaucoup ont été rouvertes en tant qu'écoles élémentaires publiques en 1900. 
Sous la dynastie Joseon, les hyanggyo étaient établis dans chaque bu, mok, daedohobu, dohobu, gun et hyeon (le dernier échelon correspondant à peu près à la taille des villes et des comtés modernes). Ils servaient principalement les enfants des yangban, ou de la classe supérieure de l'élite dirigeante. L'éducation était orientée vers le gwageo, ou examens de la fonction publique nationale. Bien qu'une telle éducation fût très demandée, les hyanggyo furent finalement incapables de concurrencer les seowon et seodang privés .

## Voir également
- Seonggyungwan
- Seowon